# Podział administracyjny II Rzeczypospolitej
Podział administracyjny II Rzeczypospolitej – podział administracyjny Polski i następujące w związku z nim zmiany w latach 1918–1939.

## Synteza

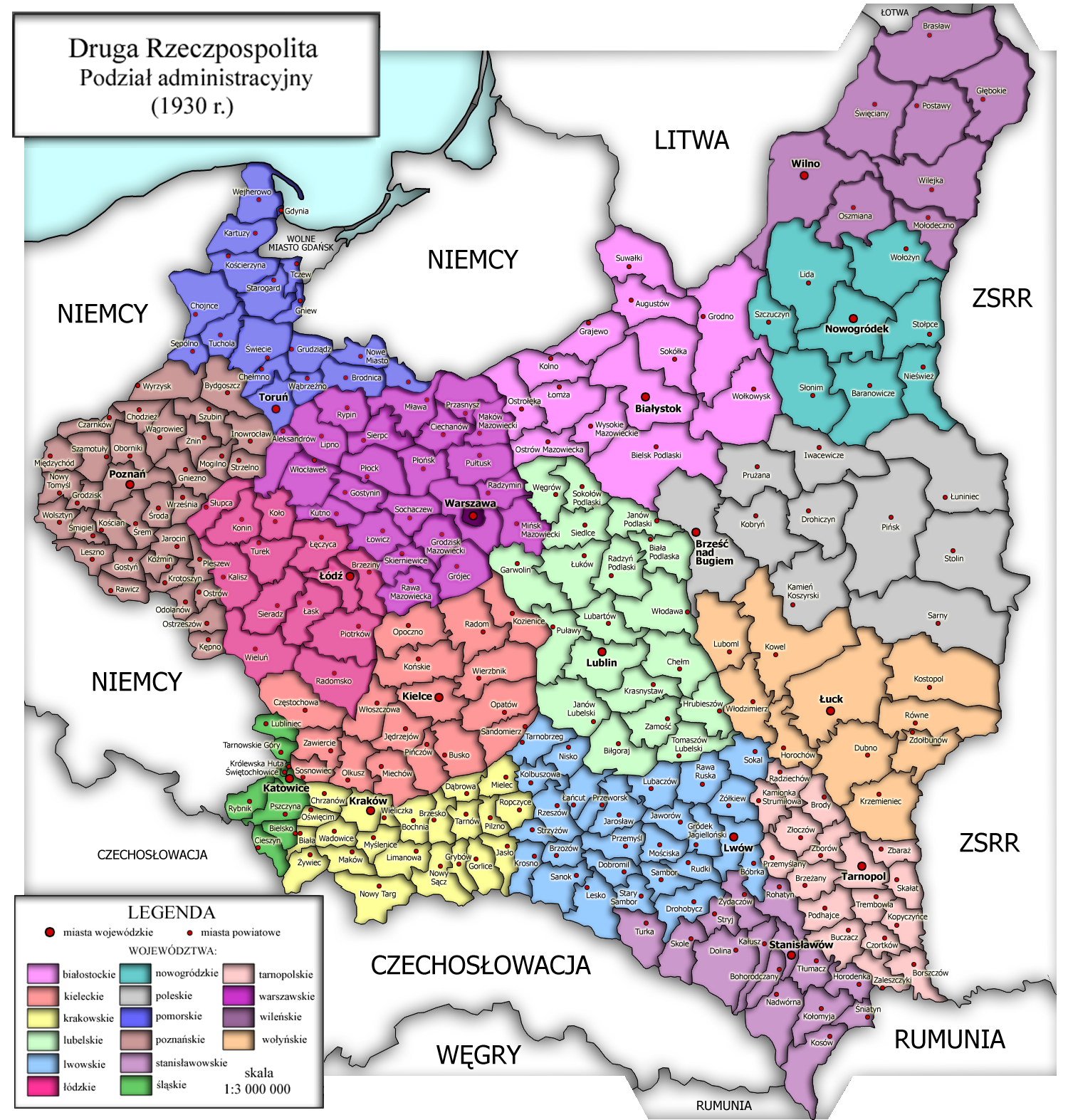
Podział administracyjny II RP w 1930 r.

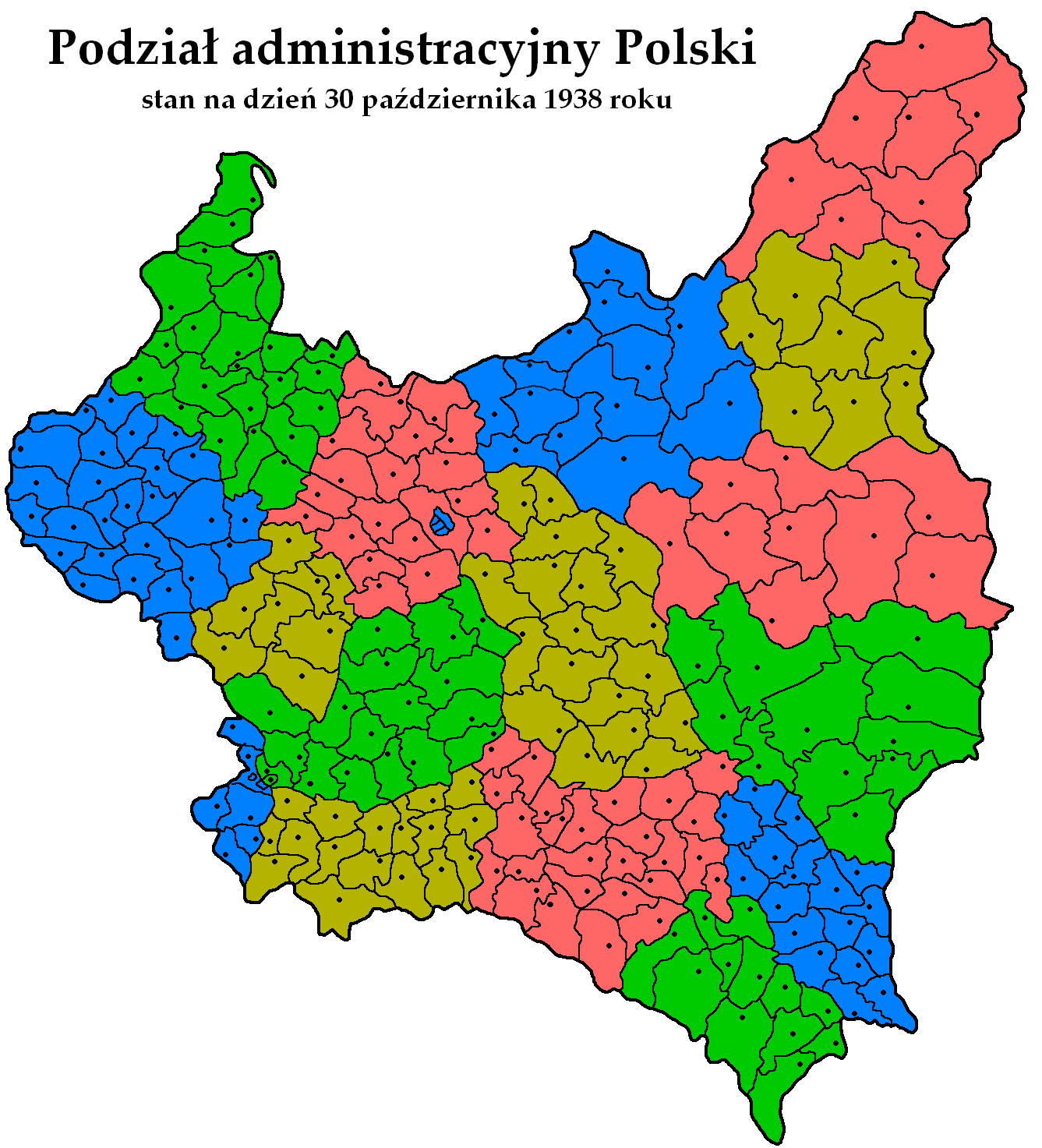
Podział administracyjny Polski 30 X 1938

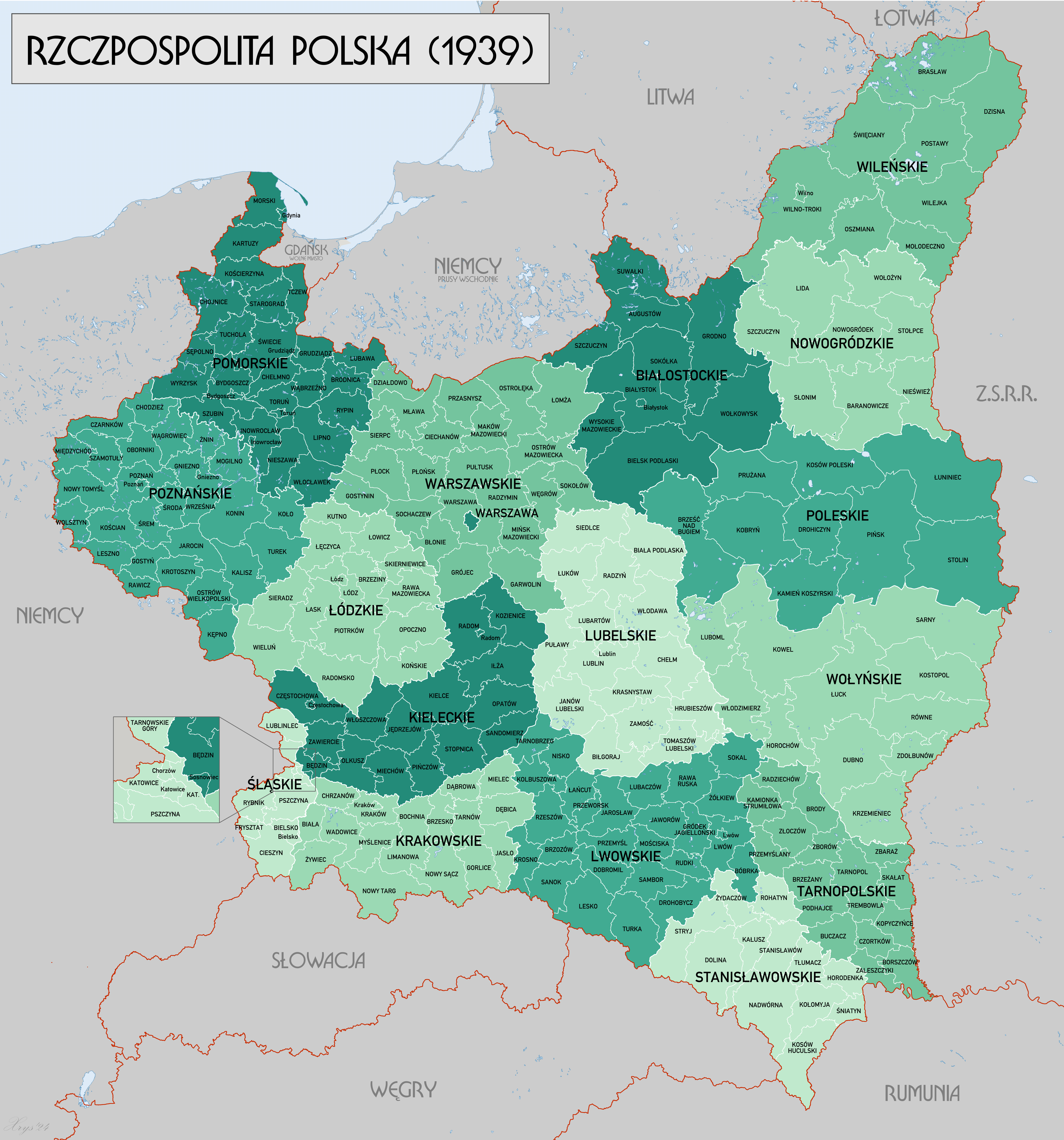
Województwa, powiaty i miasta powiatowe w 1939 r.

### Tworzenie jednostek administracyjnych
W chwili uzyskania niepodległości w 1918 roku, administracja polska spotkała się z pewnymi problemami. Poza władzami centralnymi na terenie Królestwa Polskiego i Galicji, na pozostałych obszarach kraju istniały tylko powiaty. W pierwszej kolejności należało utworzyć jednostki pośrednie – województwa. Z powodu różnych okoliczności (np. obowiązującego prawa zaborczego) zdecydowano się na zachowanie byłych granic rozbiorowych jako granic województw.
Na mocy tzw. ustawy tymczasowej z 2 sierpnia 1919 roku (która de facto przetrwała do 1937 roku) z dziesięciu guberni Królestwa Polskiego (wraz z zachodnimi terenami guberni grodzieńskiej) utworzono 14 sierpnia 1919 roku 5 województw: białostockie, kieleckie, lubelskie, łódzkie i warszawskie. W Warszawie ustalono odrębne województwo. Województwa te kwalifikowano jako województwa centralne.
Z byłych terenów pruskich utworzono 12 sierpnia 1919 roku województwa poznańskie (obszar Wielkiego Księstwo Poznańskiego i część powiatów namysłowskiego i sycowskiego) i pomorskie (obszar Prus Zachodnich wraz z Działdowem z Prus Wschodnich).
Województwo śląskie powstało na mocy ustawy z 15 lipca 1920 roku tegoż dnia. Składało się z polskiej części dawnego pruskiego Górnego Śląska oraz polskiej części dawnego austriackiego Księstwa Cieszyńskiego. Jako jedyne w Polsce, województwo śląskie cieszyło się szeroką autonomią w zakresie administracji i ustawodawstwa. Podział administracyjny województwa śląskiego na powiaty został ustanowiony rozporządzeniem wojewody śląskiego z dnia 17 czerwca 1922 r. w przedmiocie ustroju powiatowego Województwa Śląskiego. Województwa poznańskie, pomorskie i śląskie kwalifikowano jako województwa zachodnie.
Ustawą z 3 grudnia 1920 roku zjednoczono administracyjny ustrój Galicji z tym wprowadzonym w byłym zaborze rosyjskim, tworząc 23 grudnia 1920 roku województwa: krakowskie, lwowskie, stanisławowskie i tarnopolskie. Województwa te kwalifikowano jako województwa południowe.
Zgodnie z ustawą z 4 lutego 1921 roku na Zabużu utworzono 19 lutego 1921 roku województwa wołyńskie, poleskie i nowogródzkie. Ostatnim obszarem nowej Polski, który otrzymał status województwa była Ziemia Wileńska, tworząc dopiero 20 stycznia 1926 roku województwo wileńskie, zgodnie z ustawą z 22 grudnia 1925 roku. Województwa te kwalifikowano jako województwa wschodnie.
Po ustaleniu się granic i podziału na województwa i powiaty (w połowie 1922 roku), II RP składała się z 16 województw (15 + m. Warszawa) i Ziemi Wileńskiej oraz 270 powiatów ziemskich i 12 grodzkich (łącznie z Ziemią Wileńską). 1 stycznia 1925 roku łączna liczba województw wynosiła: 17 (16 + m. Warszawa), a liczba powiatów ustaliła się na poziomie 281 (w tym 263 ziemskie). 1 stycznia 1928 roku funkcjonowało: 276 powiatów (w tym 263 ziemskie), 641 miast, 12 639 gmin wiejskich oraz 2691 obszarów dworskich (istniały wyłącznie w 2 województwach: pomorskim i poznańskim).

### Charakterystyka
Stolicami województw na ogół były miasta duże (Warszawa, Kraków, Lwów, Poznań), choć w kilku przypadkach były to miasta średnie (Łuck, Kielce), wręcz małe (Nowogródek). Siedziby powiatów były pod względem wielkości bardzo zróżnicowane. Niektóre miały większą liczbę mieszkańców niż stolice województw (Częstochowa, Radom, Gdynia, a od roku 1938 po przyłączeniu do województwa pomorskiego także i Bydgoszcz), inne były małymi miasteczkami, nawet wsiami (Janów Podlaski czy Stopnica). Istniejący podział administracyjny stanowił przedmiot krytyki.
W latach 20. wykazywano starania ku reformie administracyjnej, która zatarłaby ślady kordonów zaborowych. Postulowano m.in. podział Polski na pięć lub sześć województw, lecz takie skrajne projekty nie spotkały się z szerszym uznaniem. Poparcie zyskało natomiast przywracanie polskich nazw miejscowościom, których nazwy zostały zgermanizowane bądź zrusyfikowane (nie dotyczyło to jednak terenów dawnej Kongresówki, gdzie przetrwały nazwy carskiego pochodzenia typu Aleksandrów czy Konstantynów).

### Ważniejsze zmiany administracyjne
1 kwietnia 1932 roku nastąpiła masowa likwidacja powiatów. Zniesiono 21 najmniejszych bądź najsłabszych powiatów, głównie na terenie województw poznańskiego i krakowskiego. Równocześnie, w największych miastach zaczęły powstawać powiaty grodzkie. Łącznie 20 miast (wraz z Gdynią w 1929) zostało wykluczonych z otaczających je powiatów ziemskich i podniesionych do rangi odrębnych powiatów. Dwa powiaty – sarneński (1930) i turczański (1931) – zmieniły województwo.
Pod koniec lat międzywojennych przybierał formę projekt zredukowania liczby województw, a mianowicie zlikwidowanie województw kieleckiego, białostockiego, nowogródzkiego, tarnopolskiego i stanisławowskiego. Powstał projekt utworzenia nowego województwa sandomierskiego, obejmującego głównie obszar Centralnego Okręgu Przemysłowego.
Dążenia do zniwelowania nadal istniejących różnic pozaborowych oraz chęć usprawnienia zarządzania ciążącym do siebie gospodarczo regionami były przyczyną przeprowadzonych w 1938 i 1939 roku dwóch serii zmian, polegających głównie na przełączaniu powiatów między sąsiednimi województwami. W ich ramach łącznie 25 powiatów (i pojedyncze gminy) zmieniły przynależność wojewódzką, często na zasadzie wzajemnej wymiany. Przeprowadzono także ujednolicenie podziału kraju na gminy i gromady. W październiku 1938 roku do Rzeczypospolitej z Czechosłowacji zostało przyłączone Zaolzie, a w listopadzie części Spisza, Orawy, Ziemi Czadeckiej, doliny Popradu oraz źródłowisko Udawy.
1 kwietnia 1939 roku II Rzeczpospolita składała się z: 16 województw, 264 powiatów (w tym 23 grodzkich), 611 gmin miejskich (w tym 53 miast wydzielonych z powiatowych związków samorządowych), 3195 gmin wiejskich oraz 40 533 gromad.

## Województwa (1931)
| Herb                   | Województwo               | Powierzchnia (km²) | Liczba ludności 9 XII 1931 | Liczba ludności 9 XII 1931 | Podział administracyjny 1 IV 1931 | Podział administracyjny 1 IV 1931 | Podział administracyjny 1 IV 1931 | Siedziba          |
| Herb                   | Województwo               | Powierzchnia (km²) | ogółem                     | na km²                     | powiaty                           | miasta                            | gminy                             | Siedziba          |
| ---------------------- | ------------------------- | ------------------ | -------------------------- | -------------------------- | --------------------------------- | --------------------------------- | --------------------------------- | ----------------- |
| Województwa centralne  |                           |                    |                            |                            |                                   |                                   |                                   |                   |
|                        | białostockie              | 32 441             | 1 643 844                  | 50,7                       | 14                                | 49                                | 179                               | Białystok         |
|                        | kieleckie                 | 25 589             | 2 935 697                  | 114,7                      | 19                                | 40                                | 312                               | Kielce            |
|                        | lubelskie                 | 31 176             | 2 464 936                  | 79,1                       | 20                                | 33                                | 277                               | Lublin            |
|                        | łódzkie                   | 19 034             | 2 632 010                  | 138,3                      | 14                                | 46                                | 232                               | Łódź              |
|                        | warszawskie               | 29 470             | 2 529 228                  | 85,8                       | 23                                | 59                                | 301                               | Warszawa          |
|                        | Miasto stołeczne Warszawa | 123                | 1 171 898                  | 9527,6                     | 4                                 | 1                                 | 0                                 | Warszawa          |
| Województwa wschodnie  |                           |                    |                            |                            |                                   |                                   |                                   |                   |
|                        | nowogródzkie              | 22 966             | 1 057 147                  | 46,0                       | 8                                 | 9                                 | 87                                | Nowogródek        |
|                        | poleskie                  | 36 668             | 1 131 939                  | 30,9                       | 9                                 | 14                                | 83                                | Brześć nad Bugiem |
|                        | wileńskie                 | 29 011             | 1 275 939                  | 44,0                       | 9                                 | 15                                | 97                                | Wilno             |
|                        | wołyńskie                 | 35 754             | 2 085 574                  | 58,3                       | 11                                | 22                                | 106                               | Łuck              |
| Województwa południowe |                           |                    |                            |                            |                                   |                                   |                                   |                   |
|                        | krakowskie                | 17 380             | 2 297 802                  | 132,2                      | 23                                | 53                                | 1870                              | Kraków            |
|                        | lwowskie                  | 28 408             | 3 127 409                  | 110,1                      | 28                                | 60                                | 2186                              | Lwów              |
|                        | stanisławowskie           | 16 894             | 1 480 285                  | 87,6                       | 15                                | 29                                | 901                               | Stanisławów       |
|                        | tarnopolskie              | 16 533             | 1 600 406                  | 96,8                       | 17                                | 35                                | 1091                              | Tarnopol          |
| Województwa zachodnie  |                           |                    |                            |                            |                                   |                                   |                                   |                   |
|                        | pomorskie                 | 16 407             | 1 080 138                  | 65,8                       | 20                                | 34                                | 2010                              | Toruń             |
|                        | poznańskie                | 26 564             | 2 106 500                  | 79,3                       | 38                                | 118                               | 4615                              | Poznań            |
|                        | śląskie                   | 4216               | 1 295 027                  | 307,2                      | 11                                | 17                                | 400                               | Katowice          |
|                        | Polska                    | 388 634            | 32 107 252                 | 82,6                       | 283                               | 634                               | 14 747                            | Warszawa          |

## Powiaty według województw
Powierzchnia powiatów według stanu na 1939 r., a w przypadku wcześniejszego zniesienia lub zmiany przynależności wojewódzkiej powiatu – na ostatni rok istnienia lub przynależności do danego województwa. Liczba ludności na podstawie spisu powszechnego z 1931 r., a dla powiatów zniesionych lub przeniesionych przed tą datą – na podstawie spisu powszechnego z 1921 r.

### Województwo białostockie

Woj. białostockie

| Powiat                      | Powierzchnia (km²) | Liczba mieszkańców | Siedziba (liczba mieszkańców) |
| --------------------------- | ------------------ | ------------------ | ----------------------------- |
| augustowski                 | 2035               | 74 800             | Augustów (12 147)             |
| białostocki                 | 3079               | 140 100            | Białystok (91 335)            |
| Białystok (od 1928)         | 39                 | 91 335             | Białystok (91 335)            |
| białowieski (1921–1922)     | 1602               | 14 353             | Białowieża (1064)             |
| bielski                     | 4989               | 204 500            | Bielsk (7029)                 |
| grodzieński (od 1921)       | 4459               | 213 100            | Grodno (49 932)               |
| kolneński (do 1932)         | 1528               | 63 656             | Kolno (5285)                  |
| łomżyński (do 1939)         | 2657               | 168 200            | Łomża (25 065)                |
| ostrołęcki (do 1939)        | 2281               | 112 600            | Ostrołęka (13 438)            |
| ostrowski (do 1939)         | 1467               | 99 800             | Ostrów Mazowiecka (17 611)    |
| sejneński (do 1925)         | 795                | 19 699             | Sejny (2254)                  |
| sokólski                    | 2333               | 103 100            | Sokółka (6382)                |
| suwalski                    | 2246               | 110 100            | Suwałki (21 957)              |
| szczuczyński (od Szczuczyn) | 1451               | 68 200             | Grajewo (9036)                |
| wołkowyski (od 1921)        | 3938               | 171 300            | Wołkowysk (15 136)            |
| wysokomazowiecki            | 1467               | 87 000             | Wysokie Mazowieckie (3977)    |

### Województwo kieleckie

Woj. kieleckie

| Powiat                  | Powierzchnia (km²) | Liczba mieszkańców | Siedziba (liczba mieszkańców) |
| ----------------------- | ------------------ | ------------------ | ----------------------------- |
| będziński               | 459                | 231 300            | Będzin (47 835)               |
| Częstochowa (od 1928)   | 48                 | 117 588            | Częstochowa (117 588)         |
| częstochowski           | 1855               | 182 600            | Częstochowa (117 588)         |
| iłżecki (od Iłża)       | 1835               | 162 400            | Wierzbnik (7379)              |
| jędrzejowski            | 1277               | 108 800            | Jędrzejów (12 853)            |
| kielecki                | 2052               | 244 100            | Kielce (58 397)               |
| konecki (do 1939)       | 1862               | 179 800            | Końskie (11 102)              |
| kozienicki              | 1857               | 143 100            | Kozienice (7793)              |
| miechowski              | 1353               | 153 700            | Miechów (6360)                |
| olkuski                 | 1361               | 151 300            | Olkusz (9916)                 |
| opatowski               | 1639               | 186 500            | Opatów (9519)                 |
| opoczyński (do 1939)    | 1773               | 129 900            | Opoczno (8921)                |
| pińczowski              | 1148               | 126 000            | Pińczów (7423)                |
| Radom (od 1932)         | 25                 | 78 073             | Radom (78 073)                |
| radomski                | 2095               | 166 900            | Radom (78 073)                |
| sandomierski            | 1186               | 124 400            | Sandomierz (7894)             |
| Sosnowiec (od 1928)     | 33                 | 109 454            | Sosnowiec (109 454)           |
| stopnicki (od Stopnica) | 1590               | 153 200            | Busko (5026)                  |
| włoszczowski            | 1446               | 101 600            | Włoszczowa (6900)             |
| zawierciański (od 1927) | 945                | 131 000            | Zawiercie (32 713)            |

### Województwo krakowskie

Woj. krakowskie

| Powiat                                | Powierzchnia (km²) | Liczba mieszkańców | Siedziba (liczba mieszkańców) |
| ------------------------------------- | ------------------ | ------------------ | ----------------------------- |
| bialski                               | 635                | 139 100            | Biała (22 891)                |
| bocheński                             | 877                | 113 800            | Bochnia (12 274)              |
| brzeski                               | 849                | 102 200            | Brzesko (3672)                |
| chrzanowski                           | 722                | 138 100            | Chrzanów (17 833)             |
| dąbrowski                             | 650                | 66 700             | Dąbrowa (6017)                |
| dębicki (od 1937)                     | 1141               | 110 900            | Dębica (9276)                 |
| gorlicki                              | 1082               | 104 800            | Gorlice (6730)                |
| grybowski (do 1932)                   | 585                | 51 932             | Grybów (3311)                 |
| jasielski                             | 1055               | 116 100            | Jasło (10 112)                |
| krakowski                             | 884                | 187 500            | Kraków (221 260)              |
| Kraków                                | 48                 | 221 260            | Kraków (221 260)              |
| limanowski                            | 944                | 87 300             | Limanowa (2542)               |
| makowski (od 1924 do 1932)            | 823                | 67 378             | Maków (4111)                  |
| mielecki                              | 901                | 77 500             | Mielec (7057)                 |
| myślenicki                            | 988                | 102 700            | Myślenice (6277)              |
| nowosądecki                           | 1572               | 183 900            | Nowy Sącz (30 278)            |
| nowotarski                            | 2069               | 131 800            | Nowy Targ (10 406)            |
| oświęcimski (do 1932)                 | 314                | ?                  | Oświęcim (11 949)             |
| pilzneński (lub pilzneński) (do 1932) | 573                | 47 355             | Pilzno (3671)                 |
| podgórski (do 1923)                   | 221                | 39 937             | Podgórze (24 676)             |
| ropczycki (do 1937)                   | 1141               | 110 700            | Ropczyce (3382)               |
| spisko-orawski (do 1925)              | 583                | 22 684             | Nowy Targ (8071)              |
| tarnowski                             | 881                | 142 400            | Tarnów (45 235)               |
| wadowicki                             | 1109               | 145 100            | Wadowice (8400)               |
| wielicki (do 1932)                    | 458                | 68 084             | Wieliczka (9872)              |
| żywiecki                              | 1153               | 130 900            | Żywiec (6571)                 |

### Województwo lubelskie

Woj. lubelskie

| Powiat                                      | Powierzchnia (km²) | Liczba mieszkańców | Siedziba (liczba mieszkańców) |
| ------------------------------------------- | ------------------ | ------------------ | ----------------------------- |
| bialski                                     | 2122               | 116 000            | Biała Podlaska (17 549)       |
| biłgorajski                                 | 1720               | 116 900            | Biłgoraj (8177)               |
| chełmski                                    | 1975               | 162 300            | Chełm (29 222)                |
| garwoliński (do 1939)                       | 1974               | 159 900            | Garwolin (6262)               |
| hrubieszowski                               | 1575               | 130 000            | Hrubieszów (13 359)           |
| janowski                                    | 1960               | 152 700            | Janów (7067)                  |
| konstantynowski (do 1932) (od Konstantynów) | 1272               | 58 460             | Janów Podlaski (3900)         |
| krasnostawski                               | 1521               | 134 200            | Krasnystaw (10 435)           |
| lubartowski                                 | 1389               | 108 000            | Lubartów (7 638)              |
| lubelski                                    | 1889               | 163 500            | Lublin (112 539)              |
| Lublin (1920–1922 i od 1928)                | 30                 | 112 539            | Lublin (112 539)              |
| łukowski                                    | 1762               | 129 100            | Łuków (13 971)                |
| puławski                                    | 1618               | 156 500            | Puławy (7205)                 |
| radzyński                                   | 1621               | 99 100             | Radzyń (5291)                 |
| siedlecki                                   | 1988               | 151 400            | Siedlce (36 927)              |
| sokołowski (do 1939)                        | 1276               | 83 900             | Sokołów Podlaski (9901)       |
| tomaszowski                                 | 1397               | 121 100            | Tomaszów (10 433)             |
| węgrowski (do 1939)                         | 1301               | 88 800             | Węgrów (9416)                 |
| włodawski                                   | 2326               | 113 600            | Włodawa (8519)                |
| zamojski                                    | 1662               | 149 500            | Zamość (24 273)               |

### Województwo lwowskie

Woj. lwowskie

| Powiat                   | Powierzchnia (km²) | Liczba mieszkańców | Siedziba (liczba mieszkańców) |
| ------------------------ | ------------------ | ------------------ | ----------------------------- |
| bóbrecki                 | 891                | 97 100             | Bóbrka (5441)                 |
| brzozowski               | 684                | 83 200             | Brzozów (4242)                |
| cieszanowski (do 1922)   | 1136               | 86 549             | Cieszanów (2248)              |
| dobromilski              | 994                | 94 000             | Dobromil (5531)               |
| drohobycki               | 1499               | 194 400            | Drohobycz (32 622)            |
| gródecki                 | 889                | 85 000             | Gródek Jagielloński (12 942)  |
| jarosławski              | 1337               | 148 000            | Jarosław (22 330)             |
| jaworowski               | 977                | 86 800             | Jaworów (10 690)              |
| kolbuszowski             | 873                | 69 600             | Kolbuszowa (3112)             |
| krośnieński              | 934                | 113 400            | Krosno (12 125)               |
| liski (od 1931 leski)    | 1832               | 111 600            | Lisko (od 1931 Lesko) (3943)  |
| lubaczowski (od 1923)    | 1146               | 87 300             | Lubaczów (6245)               |
| lwowski                  | 1276               | 142 800            | Lwów (316 177)                |
| Lwów                     | 67                 | 316 177            | Lwów (316 177)                |
| łańcucki                 | 889                | 97 700             | Łańcut (7535)                 |
| mościski                 | 755                | 89 500             | Mościska (4770)               |
| niżański                 | 973                | 64 200             | Nisko (5461)                  |
| przemyski                | 1002               | 162 500            | Przemyśl (51 379)             |
| przeworski               | 415                | 61 400             | Przeworsk (5941)              |
| rawski                   | 1401               | 122 100            | Rawa Ruska (11146)            |
| rudecki                  | 670                | 79 200             | Rudki (3649)                  |
| rzeszowski               | 1270               | 185 100            | Rzeszów (27 499)              |
| samborski                | 1133               | 133 800            | Sambor (22 111)               |
| sanocki                  | 1282               | 114 200            | Sanok (14 262)                |
| sokalski                 | 1324               | 109 100            | Sokal (12 135)                |
| starosamborski (do 1932) | 689                | 82 135             | Stary Sambor (4867)           |
| strzyżowski (do 1932)    | 524                | 56 400             | Strzyżów (3060)               |
| tarnobrzeski             | 949                | 72 200             | Tarnobrzeg (3643)             |
| turczański (od 1931)     | 1829               | 114 400            | Turka (10 145)                |
| żółkiewski               | 1111               | 95 500             | Żółkiew (10 348)              |

### Województwo łódzkie

Woj. łódzkie

| Powiat                  | Powierzchnia (km²) | Liczba mieszkańców | Siedziba (liczba mieszkańców) |
| ----------------------- | ------------------ | ------------------ | ----------------------------- |
| brzeziński              | 1100               | 150 900            | Brzeziny (13 045)             |
| kaliski (do 1938)       | 1481               | 195 800            | Kalisz (55 125)               |
| kolski (do 1938)        | 1220               | 119 400            | Koło (13 771)                 |
| konecki (od 1939)       | 1619               | 135 900            | Końskie (11 102)              |
| koniński (do 1938)      | 2368               | 207 500            | Konin (10 390)                |
| kutnowski (od 1939)     | 922                | 108 000            | Kutno (23 451)                |
| łaski                   | 1400               | 171 900            | Łask (6502)                   |
| łęczycki                | 1317               | 127 600            | Łęczyca (10 553)              |
| łowicki (od 1939)       | 1258               | 104 800            | Łowicz (17 613)               |
| łódzki                  | 893                | 161 700            | Łódź (605 467)                |
| Łódź (od 1920)          | 59                 | 605 467            | Łódź (605 467)                |
| opoczyński (od 1939)    | 1773               | 129 900            | Opoczno (8921)                |
| piotrkowski             | 2073               | 222 200            | Piotrków (51 294)             |
| radomszczański          | 2149               | 186 400            | Radomsko (22 980)             |
| rawski (od 1939)        | 1327               | 93 500             | Rawa Mazowiecka (9200)        |
| sieradzki               | 1618               | 167 400            | Sieradz (10 537)              |
| skierniewicki (od 1939) | 831                | 71 000             | Skierniewice (20 191)         |
| słupecki (do 1932)      | 1070               | 83 985             | Słupca (6204)                 |
| turecki (do 1938)       | 1248               | 101 700            | Turek (9421)                  |
| wieluński               | 2107               | 214 300            | Wieluń (13 220)               |

### Województwo nowogródzkie

Woj. nowogrodzkie

| Powiat                                      | Powierzchnia (km²) | Liczba mieszkańców | Siedziba (liczba mieszkańców) |
| ------------------------------------------- | ------------------ | ------------------ | ----------------------------- |
| baranowicki                                 | 3298               | 161 100            | Baranowicze (22 893)          |
| duniłowicki (lub duniłowiczowski) (do 1922) | 3687               | 112 717            | Duniłowicze (1386)            |
| dziśnieński (od Dzisna) (do 1922)           | 5156               | 170 342            | Głębokie (4514)               |
| lidzki                                      | 4258               | 183 500            | Lida (19 490)                 |
| nieświeski                                  | 1968               | 114 500            | Nieśwież (7357)               |
| nowogródzki                                 | 2930               | 149 500            | Nowogródek (9567)             |
| słonimski                                   | 3069               | 126 500            | Słonim (16 284)               |
| stołpecki                                   | 2371               | 99 400             | Stołpce (6569)                |
| szczuczyński (od 1929)                      | 2273               | 107 200            | Szczuczyn ([1921] 1539)       |
| wilejski (do 1922)                          | 3421               | 103 914            | Wilejka (3417)                |
| wołożyński                                  | 2799               | 115 500            | Wołożyn (6269)                |

### Województwo poleskie

Woj. poleskie

| Powiat                           | Powierzchnia (km²) | Liczba mieszkańców | Siedziba (liczba mieszkańców)     |
| -------------------------------- | ------------------ | ------------------ | --------------------------------- |
| brzeski                          | 4625               | 216 200            | Brześć nad Bugiem (48 431)        |
| drohicki                         | 2351               | 97 000             | Drohiczyn (Poleski) ([1921] 1987) |
| iwacewicki (od 1932)             | 3562               | 83 700             | Iwacewicze ([1921] 373)           |
| kobryński                        | 3545               | 114 000            | Kobryń (10 101)                   |
| kosowski (do 1931)               | 3578               | 48 586             | Kosów Poleski (3256)              |
| koszyrski (lub kamień-koszyrski) | 3243               | 95 000             | Kamień Koszyrski ([1921] 1265)    |
| łuniniecki                       | 5722               | 109 300            | Łuniniec (8721)                   |
| piński                           | 5587               | 183 600            | Pińsk (31 913)                    |
| prużański                        | 2644               | 108 600            | Prużana (8013)                    |
| sarneński (do 1930)              | 5441               | 131 652            | Sarny (5931)                      |
| stoliński (od 1923)              | 5389               | 124 800            | Stolin (6328)                     |

### Województwo pomorskie

Woj. pomorskie

| Powiat                  | Powierzchnia (km²) | Liczba mieszkańców | Siedziba (liczba mieszkańców)       |
| ----------------------- | ------------------ | ------------------ | ----------------------------------- |
| brodnicki               | 912                | 56 300             | Brodnica (8521)                     |
| bydgoski (od 1938)      | 1334               | 58 100             | Bydgoszcz (117 528)                 |
| Bydgoszcz (od 1938)     | 75                 | 117 528            | Bydgoszcz (117 528)                 |
| chełmiński              | 738                | 52 800             | Chełmno (12 531)                    |
| chojnicki               | 1854               | 76 900             | Chojnice (14 255)                   |
| działdowski (do 1938)   | 842                | 42 700             | Działdowo (5103)                    |
| Gdynia (od 1929)        | 66                 | 30 210             | Gdynia (30 210)                     |
| gniewski (do 1932)      | 417                | 27 161             | Gniew (3639)                        |
| Grudziądz               | 28                 | 50 405             | Grudziądz (50 405)                  |
| grudziądzki             | 758                | 42 800             | Grudziądz (50 405)                  |
| Inowrocław (od 1938)    | 37                 | 30 862             | Inowrocław (30 862)                 |
| inowrocławski (od 1938) | 1267               | 67 500             | Inowrocław (30 862)                 |
| kartuski                | 1302               | 68 700             | Kartuzy (5055)                      |
| kościerski              | 1162               | 51 700             | Kościerzyna (7379)                  |
| lipnowski (od 1938)     | 1535               | 104 500            | Lipno (10 415)                      |
| lubawski (od Lubawa)    | 833                | 53 600             | Nowe Miasto Lubawskie (4473)        |
| morski (od 1927)        | 1281               | 79 900             | Wejherowo (do 1928 Gdynia) (12 559) |
| nieszawski (od 1938)    | 1278               | 117 900            | Nieszawa (2904)                     |
| pucki (do 1926)         | 590                | 27 973             | Puck (2792)                         |
| rypiński (od 1938)      | 1188               | 84 900             | Rypin (8348)                        |
| sępoleński              | 681                | 31 600             | Sępolno (3992)                      |
| starogardzki            | 1127               | 71 800             | Starogard (13 356)                  |
| szubiński (od 1938)     | 917                | 47 800             | Szubin (3271)                       |
| świecki                 | 1533               | 88 000             | Świecie (8729)                      |
| tczewski                | 716                | 67 400             | Tczew (22 728)                      |
| Toruń                   | 59                 | 54 280             | Toruń (54 280)                      |
| toruński                | 864                | 52 300             | Toruń (54 280)                      |
| tucholski               | 1039               | 41 200             | Tuchola (5477)                      |
| wąbrzeski               | 673                | 49 900             | Wąbrzeźno (8591)                    |
| wejherowski (do 1928)   | 789                | 43 755             | Wejherowo (8786)                    |
| włocławski (od 1938)    | 1325               | 147 800            | Włocławek (56 277)                  |
| wyrzyski (od 1938)      | 1101               | 64 900             | Wyrzysk (1642)                      |

### Województwo poznańskie

Woj. poznańskie

| Powiat                                   | Powierzchnia (km²) | Liczba mieszkańców | Siedziba (liczba mieszkańców) |
| ---------------------------------------- | ------------------ | ------------------ | ----------------------------- |
| bydgoski (do 1938)                       | 1334               | 58 100             | Bydgoszcz (117 528)           |
| Bydgoszcz (do 1938)                      | 75                 | 117 528            | Bydgoszcz (117 528)           |
| chodzieski                               | 893                | 44 500             | Chodzież (7511)               |
| czarnkowski                              | 919                | 43 300             | Czarnków (4737)               |
| Gniezno (od 1925)                        | 18                 | 29 924             | Gniezno (29 924)              |
| gnieźnieński                             | 1126               | 57 300             | Gniezno (29 924)              |
| gostyński                                | 701                | 55 900             | Gostyń (6815)                 |
| grodziski (do 1932)                      | 430                | 35 672             | Grodzisk (5604)               |
| Inowrocław (od 1925 do 1938)             | 37                 | 30 862             | Inowrocław (30 862)           |
| inowrocławski (do 1938)                  | 1267               | 67 500             | Inowrocław (30 862)           |
| jarociński                               | 1124               | 87 500             | Jarocin (8688)                |
| kaliski (od 1938)                        | 1478               | 196 700            | Kalisz (55 125)               |
| kępiński                                 | 1179               | 86 800             | Kępno (7182)                  |
| kolski (od 1938)                         | 1097               | 109 800            | Koło (13 771)                 |
| koniński (od 1938)                       | 2152               | 188 000            | Konin (10 390)                |
| kościański                               | 1057               | 78 900             | Kościan (10 275)              |
| koźmiński (do 1932)                      | 453                | 34 496             | Koźmin (4999)                 |
| krotoszyński                             | 915                | 75 500             | Krotoszyn (12 969)            |
| leszczyński                              | 827                | 61 200             | Leszno (19 258)               |
| międzychodzki                            | 755                | 31 000             | Międzychód (5126)             |
| mogileński                               | 1059               | 70 300             | Mogilno (5200)                |
| nowotomyski                              | 1276               | 87 300             | Nowy Tomyśl (2550)            |
| obornicki                                | 966                | 50 400             | Oborniki (5244)               |
| odolanowski (do 1932)                    | 629                | 43 217             | Odolanów (2437)               |
| ostrowski                                | 1194               | 104 100            | Ostrów Wielkopolski (19 555)  |
| ostrzeszowski (do 1932)                  | 572                | 40 082             | Ostrzeszów (5413)             |
| pleszewski (do 1932)                     | 483                | 38 234             | Pleszew (7638)                |
| Poznań                                   | 77                 | 246 698            | Poznań (246 698)              |
| poznański (od 1925)                      | 1227               | 91 200             | Poznań (246 698)              |
| poznański wschodni (do 1924)             | 664                | 51 530             | Poznań (169 793)              |
| poznański zachodni (do 1924)             | 638                | 45 337             | Poznań (169 793)              |
| rawicki                                  | 523                | 49 900             | Rawicz (10 827)               |
| strzelneński (lub strzeliński) (do 1932) | 615                | 39 913             | Strzelno (4927)               |
| szamotulski                              | 1076               | 67 700             | Szamotuły (8307)              |
| szubiński (do 1938)                      | 917                | 47 800             | Szubin (3271)                 |
| śmigielski (do 1932)                     | 554                | 37 955             | Śmigiel (3754)                |
| średzki                                  | 800                | 49 900             | Środa (8087)                  |
| śremski                                  | 921                | 57 300             | Śrem (7652)                   |
| turecki (od 1938)                        | 1591               | 130 500            | Turek (9421)                  |
| wągrowiecki                              | 1037               | 54 300             | Wągrowiec (7555)              |
| witkowski (do 1927)                      | 588                | 30 248             | Witkowo (1605)                |
| wolsztyński                              | 754                | 47 900             | Wolsztyn (4580)               |
| wrzesiński                               | 608                | 43 700             | Września (8148)               |
| wyrzyski (do 1938)                       | 1163               | 66 900             | Wyrzysk (1642)                |
| żniński                                  | 739                | 41 500             | Żnin (5090)                   |

### Województwo stanisławowskie

Woj. stanisławowskie

| Powiat                   | Powierzchnia (km²) | Liczba mieszkańców | Siedziba (liczba mieszkańców) |
| ------------------------ | ------------------ | ------------------ | ----------------------------- |
| bohorodczański (do 1932) | 854                | 70 212             | Bohorodczany (2615)           |
| doliński                 | 2397               | 118 400            | Dolina (9616)                 |
| horodeński               | 849                | 92 900             | Horodenka (12 303)            |
| kałuski                  | 1137               | 102 300            | Kałusz (12 131)               |
| kołomyjski               | 1339               | 176 000            | Kołomyja (33 391)             |
| kosowski                 | 1839               | 93 900             | Kosów Huculski (5653)         |
| nadwórniański            | 2472               | 140 700            | Nadwórna (8716)               |
| peczeniżyński (do 1929)  | 496                | 43 085             | Peczeniżyn (5984)             |
| rohatyński               | 1147               | 127 300            | Rohatyn (7513)                |
| skolski (do 1932)        | 1268               | 50 310             | Skole (5989)                  |
| stanisławowski           | 1249               | 198 400            | Stanisławów (60 256)          |
| stryjski                 | 2081               | 152 600            | Stryj (30 682)                |
| śniatyński               | 567                | 78 000             | Śniatyn (10 915)              |
| tłumacki                 | 934                | 116 000            | Tłumacz (6836)                |
| turczański (do 1931)     | 1459               | 76 645             | Turka (10 030)                |
| żydaczowski              | 883                | 83 800             | Żydaczów (4534)               |

### Województwo śląskie

Woj. śląskie

| Powiat                           | Powierzchnia (km²) | Liczba mieszkańców | Siedziba (liczba mieszkańców)            |
| -------------------------------- | ------------------ | ------------------ | ---------------------------------------- |
| bielski                          | 339                | 59 500             | Bielsko (22 573)                         |
| Bielsko (do 1939)                | 10                 | 22 573             | Bielsko (22 573)                         |
| cieszyński                       | 1305               | [1939] 176 600     | Cieszyn ([1939] 28 000)                  |
| frysztacki (od 1938)             | 262                | [1939] 143 000     | Frysztat (?)                             |
| Katowice                         | 42                 | 127 044            | Katowice (127 044)                       |
| katowicki                        | 213                | 215 100            | Katowice (127 044)                       |
| Królewska Huta (od 1934 Chorzów) | 32                 | 80 734             | Królewska Huta (od 1934 Chorzów)(80 734) |
| lubliniecki                      | 715                | 45 200             | Lubliniec (8512)                         |
| pszczyński                       | 1046               | 151 500            | Pszczyna (7240)                          |
| rudzki (do 1924)                 | 106                | 52 159             | Ruda (?)                                 |
| rybnicki                         | 890                | 212 900            | Rybnik (23 046)                          |
| świętochłowicki (do 1939)        | 80                 | 201 200            | Świętochłowice (26 706)                  |
| tarnogórski                      | 268                | 107 000            | Tarnowskie Góry (15 773)                 |

### Województwo tarnopolskie

Woj. tarnopolskie

| Powiat                  | Powierzchnia (km²) | Liczba mieszkańców | Siedziba (liczba mieszkańców) |
| ----------------------- | ------------------ | ------------------ | ----------------------------- |
| borszczowski            | 1067               | 103 300            | Borszczów (6235)              |
| brodzki                 | 1125               | 91 300             | Brody (12 401)                |
| brzeżański              | 1135               | 103 800            | Brzeżany (11 721)             |
| buczacki                | 1208               | 139 100            | Buczacz (10 274)              |
| czortkowski             | 734                | 84 000             | Czortków (19 215)             |
| husiatyński (do 1925)   | 873                | 85 991             | Husiatyn (2104)               |
| kamionecki              | 1000               | 82 100             | Kamionka Strumiłowa (7935)    |
| kopyczyniecki (od 1925) | 841                | 88 600             | Kopyczyńce (8732)             |
| podhajecki              | 1018               | 95 700             | Podhajce (5743)               |
| przemyślański           | 927                | 89 900             | Przemyślany (5391)            |
| radziechowski           | 1022               | 69 300             | Radziechów (5440)             |
| skałacki                | 876                | 89 200             | Skałat (7223)                 |
| tarnopolski             | 1231               | 142 200            | Tarnopol (35 831)             |
| trembowelski            | 789                | 84 300             | Trembowla (7840)              |
| zaleszczycki            | 684                | 72 000             | Zaleszczyki (4114)            |
| zbaraski                | 740                | 65 600             | Zbaraż (7673)                 |
| zborowski               | 941                | 81 400             | Zborów (5182)                 |
| złoczowski              | 1195               | 118 600            | Złoczów (13 265)              |

### miasto stołeczne Warszawa

miasto stołeczne Warszawa

| Powiat                           | Powierzchnia (km²) | Liczba mieszkańców | Siedziba (liczba mieszkańców) |
| -------------------------------- | ------------------ | ------------------ | ----------------------------- |
| południowo-warszawski (od 1928)  | 50                 | 307 100            | Warszawa (1 178 914)          |
| północno-warszawski (od 1928)    | 31                 | 478 200            | Warszawa (1 178 914)          |
| prasko-warszawski (od 1928)      | 50                 | 176 100            | Warszawa (1 178 914)          |
| śródmiejsko-warszawski (od 1931) | 10                 | 218 100            | Warszawa (1 178 914)          |

### Województwo warszawskie

Woj. warszawskie

| Powiat                  | Powierzchnia (km²) | Liczba mieszkańców | Siedziba (liczba mieszkańców) |
| ----------------------- | ------------------ | ------------------ | ----------------------------- |
| błoński                 | 1074               | 143 800            | Grodzisk (15 678)             |
| ciechanowski            | 1209               | 78 800             | Ciechanów (13 954)            |
| działdowski (od 1938)   | 842                | 42 700             | Działdowo (5103)              |
| garwoliński (od 1939)   | 2044               | 175 700            | Garwolin (6262)               |
| gostyniński             | 1147               | 81 600             | Gostynin (7783)               |
| grójecki                | 1699               | 132 400            | Grójec (9518)                 |
| kutnowski (do 1939)     | 922                | 108 000            | Kutno (23 451)                |
| lipnowski (do 1938)     | 1535               | 104 500            | Lipno (10 415)                |
| łomżyński (od 1939)     | 2657               | 168 200            | Łomża (25 065)                |
| łowicki (do 1939)       | 1258               | 104 800            | Łowicz (17 613)               |
| makowski                | 1136               | 65 600             | Maków Mazowiecki (6645)       |
| miński                  | 1228               | 111 100            | Mińsk Mazowiecki (13 015)     |
| mławski                 | 1486               | 103 100            | Mława (19 584)                |
| nieszawski (do 1938)    | 1278               | 117 900            | Nieszawa (2904)               |
| ostrołęcki (od 1939)    | 2281               | 112 600            | Ostrołęka (13 438)            |
| ostrowski (od 1939)     | 1467               | 99 800             | Ostrów Mazowiecka (17 611)    |
| płocki                  | 1485               | 128 100            | Płock (32 777)                |
| płoński                 | 1289               | 81 400             | Płońsk (10 393)               |
| przasnyski              | 1410               | 69 100             | Przasnysz (7838)              |
| pułtuski                | 1527               | 118 100            | Pułtusk (15 487)              |
| radzymiński             | 1076               | 97 500             | Radzymin (6780)               |
| rawski (do 1939)        | 1327               | 93 500             | Rawa Mazowiecka (9200)        |
| rypiński (do 1938)      | 1214               | 86 600             | Rypin (8348)                  |
| sierpecki               | 1204               | 84 900             | Sierpc (10 051)               |
| skierniewicki (do 1939) | 831                | 71 000             | Skierniewice (20 191)         |
| sochaczewski            | 1052               | 75 200             | Sochaczew (10 822)            |
| sokołowski (od 1939)    | 1276               | 83 900             | Sokołów Podlaski (9901)       |
| warszawski              | 1766               | 318 500            | Warszawa (1 178 914)          |
| węgrowski (od 1939)     | 1301               | 88 800             | Węgrów (9416)                 |
| włocławski (do 1938)    | 1325               | 147 800            | Włocławek (56 277)            |

### Województwo wileńskie

Woj. wileńskie

(do 1926 jako Ziemia Wileńska)
| Powiat                                      | Powierzchnia (km²) | Liczba mieszkańców | Siedziba (liczba mieszkańców) |
| ------------------------------------------- | ------------------ | ------------------ | ----------------------------- |
| brasławski                                  | 4217               | 143 100            | Brasław ([1921] 1587)         |
| duniłowicki (lub duniłowiczowski) (do 1925) | 3849               | 112 911            | Duniłowicze (1386)            |
| dziśnieński (od Dzisna)                     | 3968               | 159 900            | Głębokie (7544)               |
| mołodeczański (od 1927)                     | 1898               | 91 300             | Mołodeczno (5964)             |
| oszmiański                                  | 2362               | 104 600            | Oszmiana (7334)               |
| postawski (od 1926)                         | 3050               | 99 900             | Postawy ([1921] 974)          |
| święciański                                 | 4017               | 136 500            | Święciany (5893)              |
| trocki (do ok. 1923)                        | ?                  | ?                  | Troki (ok. 2000)              |
| wilejski                                    | 3427               | 131 100            | Wilejka (5848)                |
| wileński (do ok. 1923)                      | ?                  | ?                  | Wilno (ok. 129 000)           |
| wileńsko-trocki (od Troki) (od ok. 1923)    | 5967               | 214 500            | Wilno (196 383)               |
| Wilno                                       | 105                | 196 383            | Wilno (196 383)               |

### Województwo wołyńskie

Woj. wołyńskie

| Powiat                    | Powierzchnia (km²) | Liczba mieszkańców | Siedziba (liczba mieszkańców) |
| ------------------------- | ------------------ | ------------------ | ----------------------------- |
| dubieński (lub dubnowski) | 3275               | 226 700            | Dubno (12 696)                |
| horochowski               | 1757               | 122 100            | Horochów (5991)               |
| kostopolski (od 1925)     | 3496               | 159 600            | Kostopol (6523)               |
| kowelski                  | 5682               | 255 100            | Kowel (27 653)                |
| krzemieniecki             | 2790               | 243 000            | Krzemieniec (19 997)          |
| lubomelski                | 2054               | 85 500             | Luboml (4111)                 |
| łucki                     | 4767               | 290 800            | Łuck (37 737)                 |
| ostrogski (do 1924)       | 818                | 56 595             | Ostróg (12 975)               |
| rówieński                 | 2898               | 252 800            | Równe (40 788)                |
| sarneński (od 1930)       | 5478               | 181 300            | Sarny (7587)                  |
| włodzimierski             | 2208               | 150 400            | Włodzimierz (24 609)          |
| zdołbunowski (od 1925)    | 1349               | 118 300            | Zdołbunów (10 228)            |

## Ważniejsza literatura
- Andrzej Gawryszewski: Ludność Polski w XX wieku. Warszawa: Polska Akademia Nauk – Instytut Gospodarki i Przestrzennego Zagospodarowania im. Stanisława Leszczyckiego, 2005. ISBN 83-87954-66-7. ISSN 1643-2312.
- Województwo Śląskie, p.red. F. Serafina, Wyd. Uniwersytetu Śląskiego, Katowice 1996 (Prace Naukowe Uniwersytetu Śląskiego w Katowicach nr 1555);
- Jak przez wieki administracyjnie dzielono i jak ostatnio podzieliliśmy terytorium Polski, prof. dr hab. Stefan Wojtkowiak,
- Dzienniki Ustaw
- Encyklopedia Powszechna Wydawnictwa Gutenberga
- Adam J. Mielcarek, Podziały terytorialno-administracyjne II Rzeczypospolitej w zakresie administracji zespolonej, Warszawa 2008.